# Fjelltronen
Fjelltronen er debutalbummet fra den norske black metal-musiker Satyrs sideprojekt Wongraven.
Albummets forsideillustration, et gammelt billede malet af Theodor Kittelsen, er den samme som blev brugt af Carpathian Forest på deres ep Through Chasm, Caves And Titan Woods.

## Spor
1. "Del 1: Det Var En Gang Et Menneske" – 16:33
2. "Del 2: Over Ødemark"	- 03:12
3. "Del 3: Opp Under Fjellet Toner En Sang" – 01:24
4. "Del 4: Tiden Er En Stenlagt Grav" – 08:07
5. "Del 5: Fra Fjelltronen" – 03:21

## Fodnoter
1. ↑  "Fjelltronen" (engelsk). Encyclopaedia Metallum. Arkiveret fra originalen 24. februar 2008. Hentet 4. februar 2009.